# Sowjetische Kriegsgräberstätte Simmerath-Rurberg
Die Sowjetische Kriegsgräberstätte Simmerath – Rurberg ist ein Kriegsgräberfriedhof in Simmerath, oberhalb von Rurberg, an der Grenze zu Kesternich. Dort sind 2.322 sowjetische Bürger – Männer, Frauen und Kinder – zumeist in Gemeinschaftsgräbern begraben. Sie waren Kriegsgefangene oder Zwangsarbeiter, die infolge von Zwangsarbeit (Vernichtung durch Arbeit) oder des Kriegsgeschehens zu Tode gekommen sind.

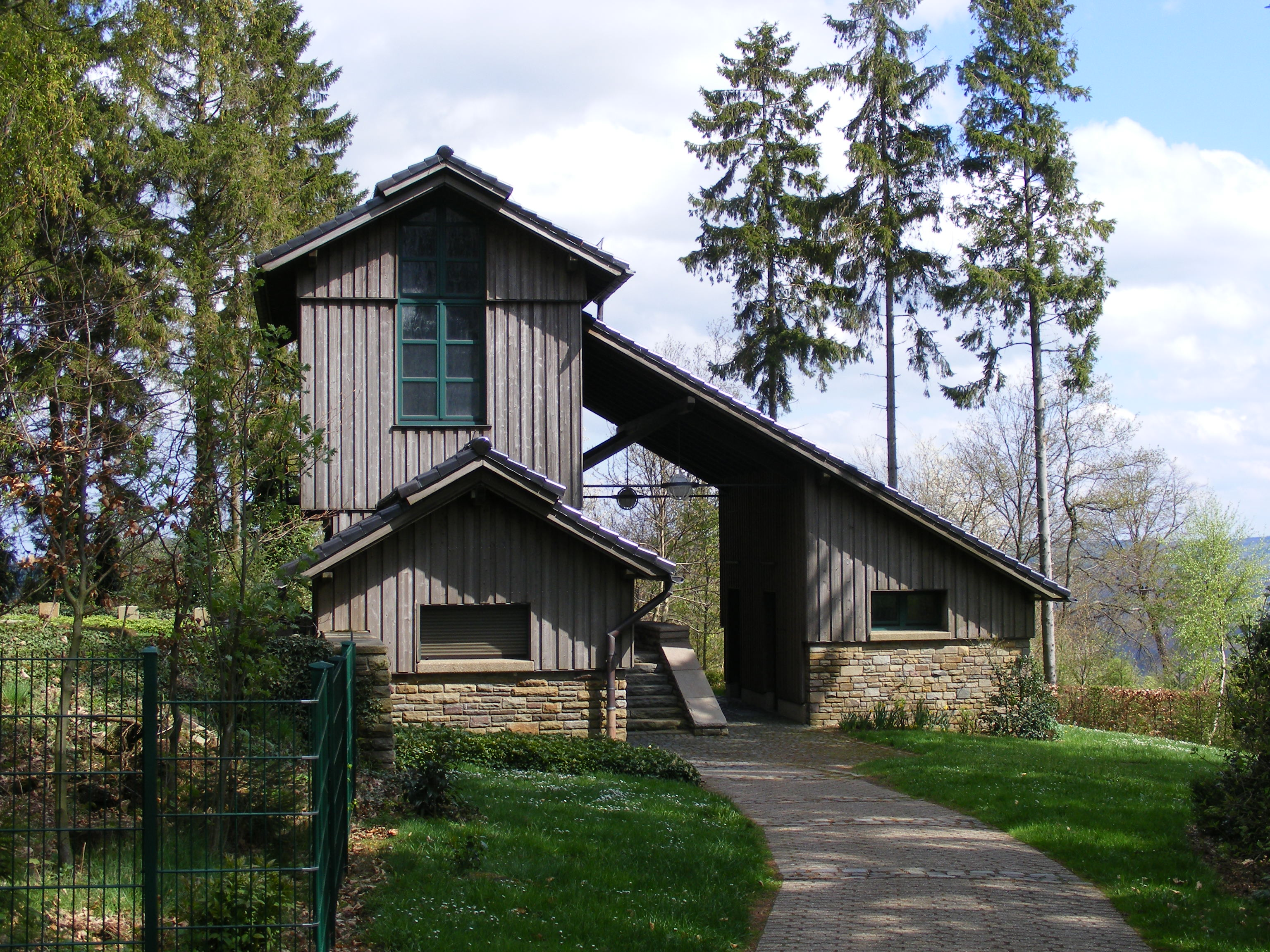
Eingangshalle

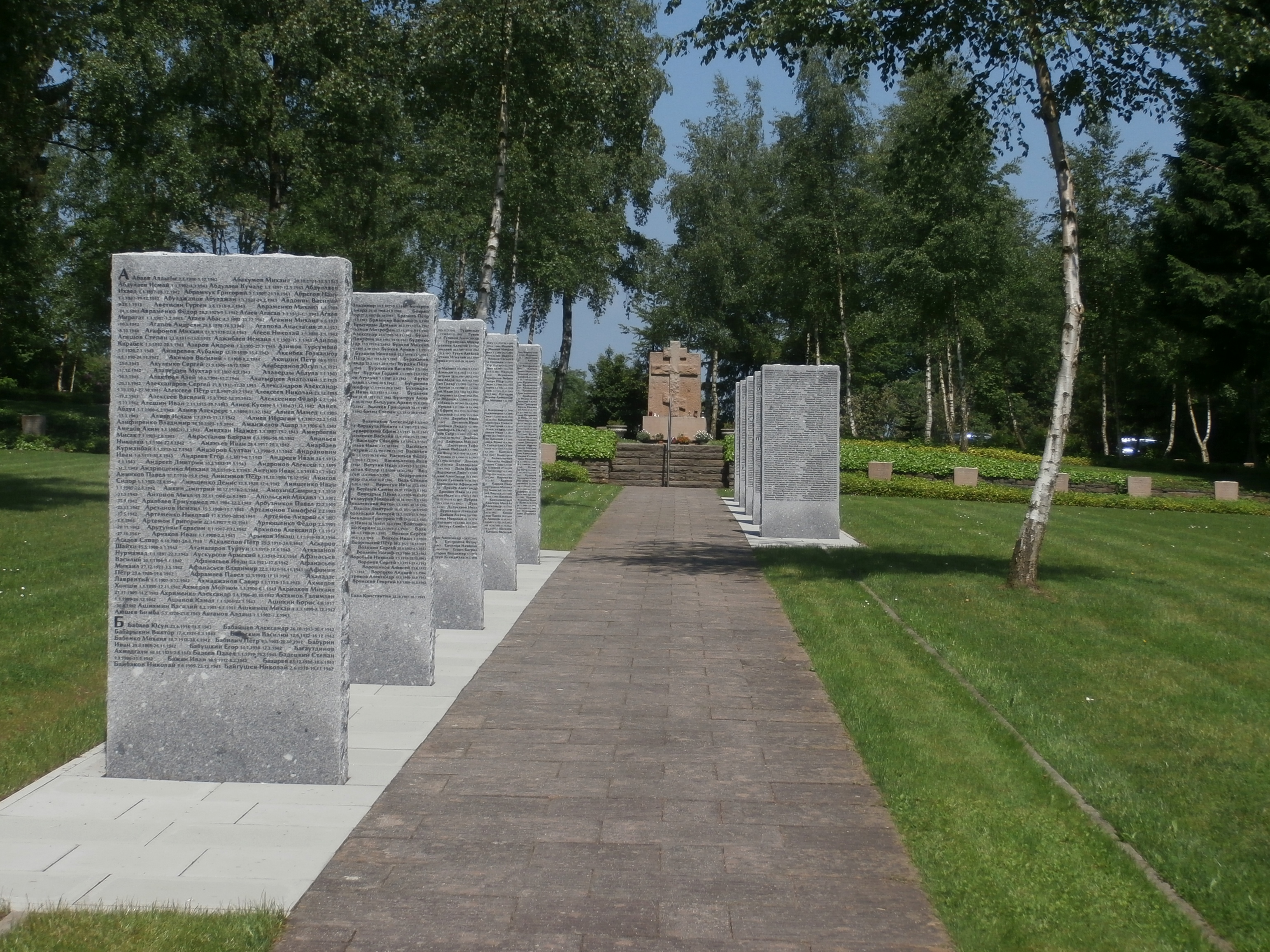
2016 wurden 10 Stelen mit den Namen der Toten errichtet

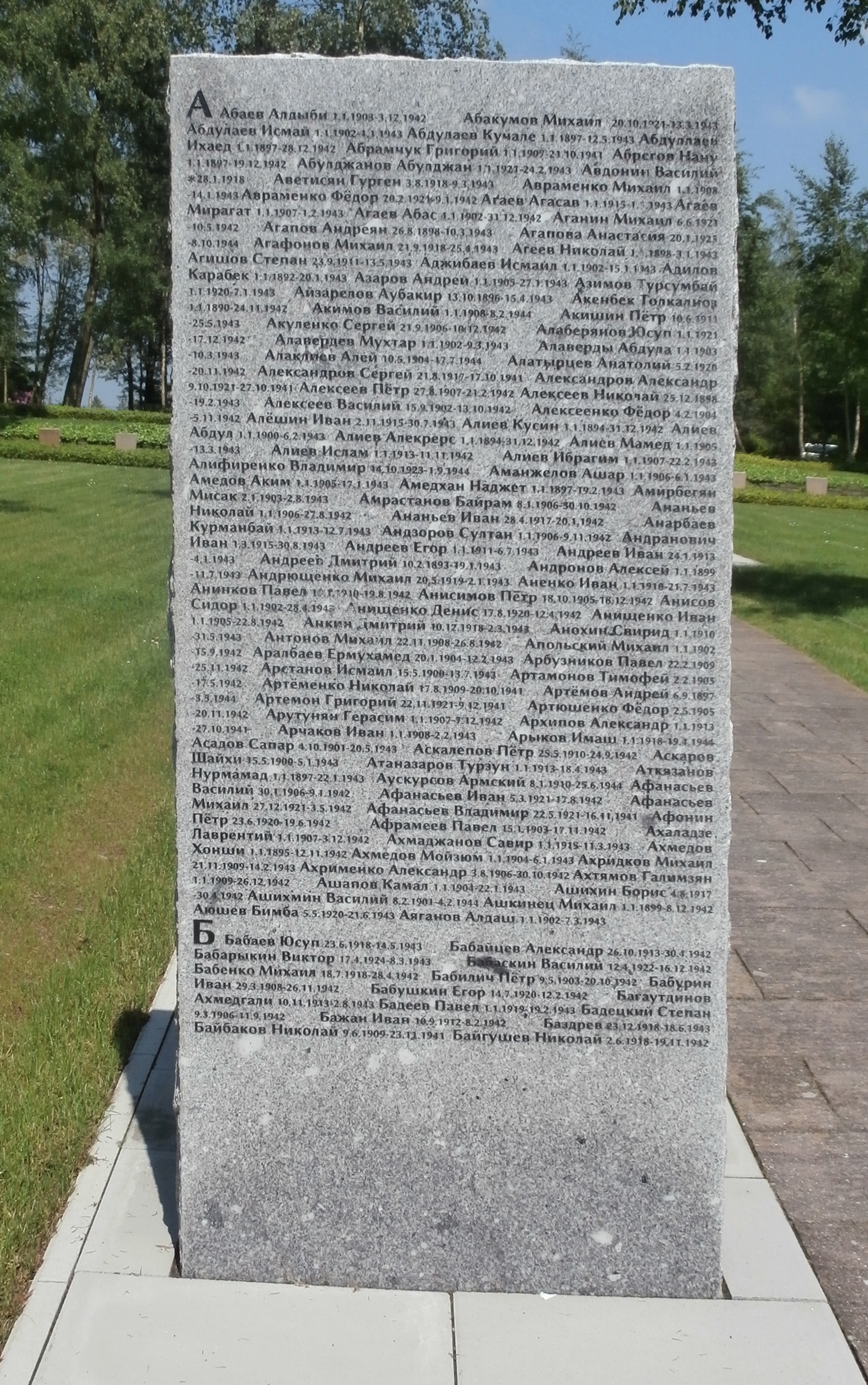
Vorderseite, erster Stein auf der linken Seite

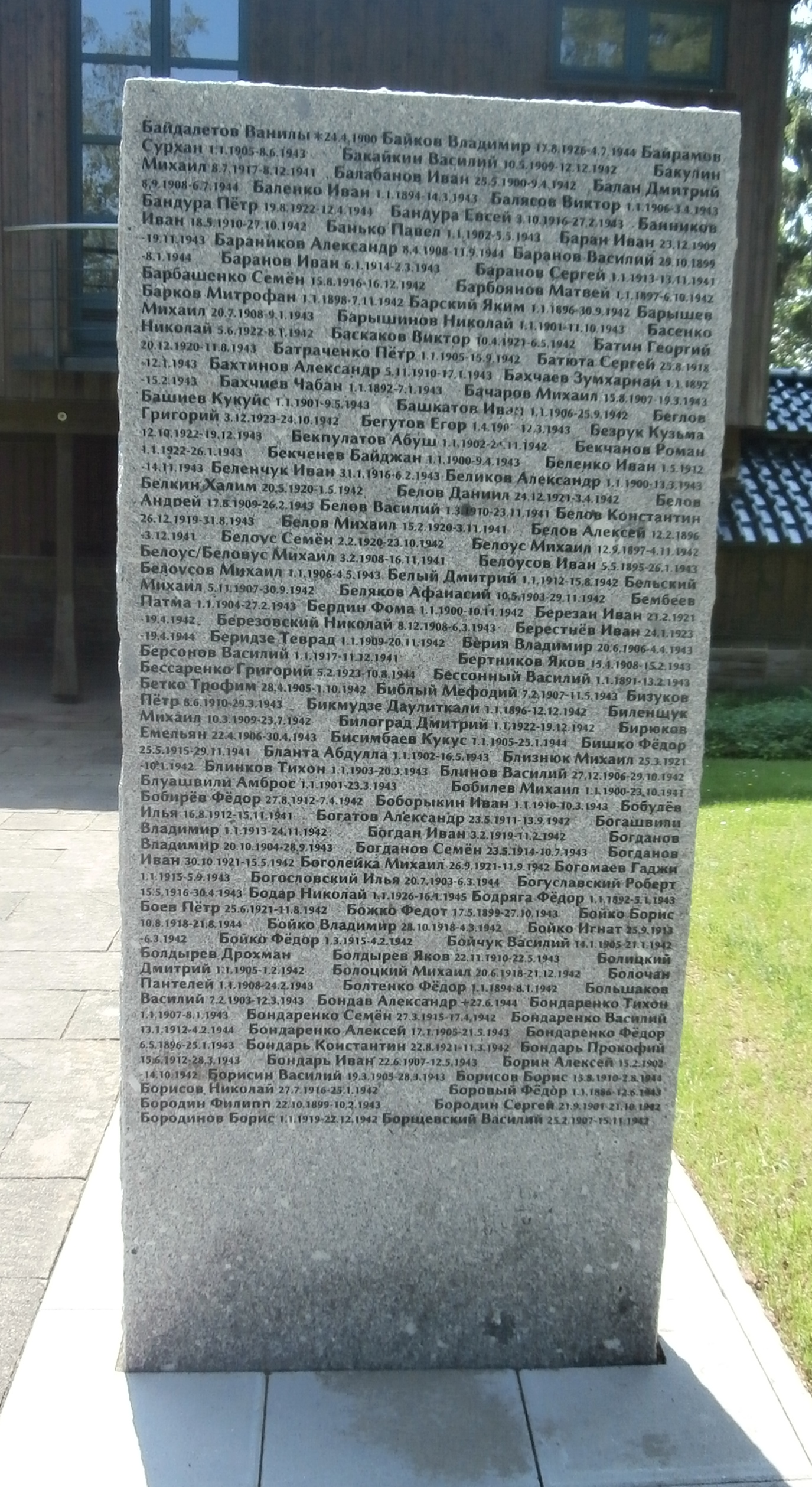
Rückseite, erster Stein auf der linken Seite

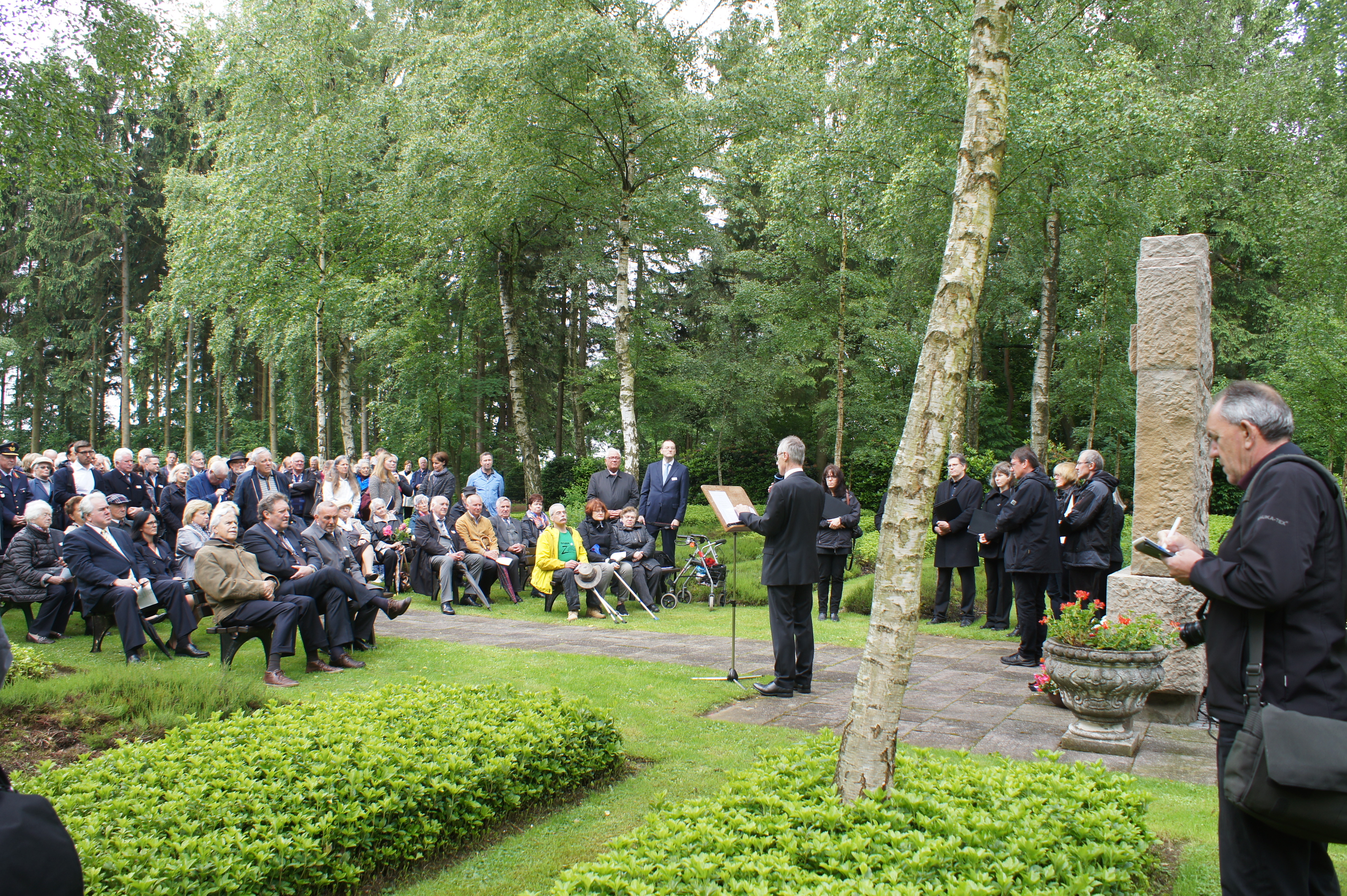
Eröffnung der Feierlichkeiten durch den Simmerather Bürgermeister

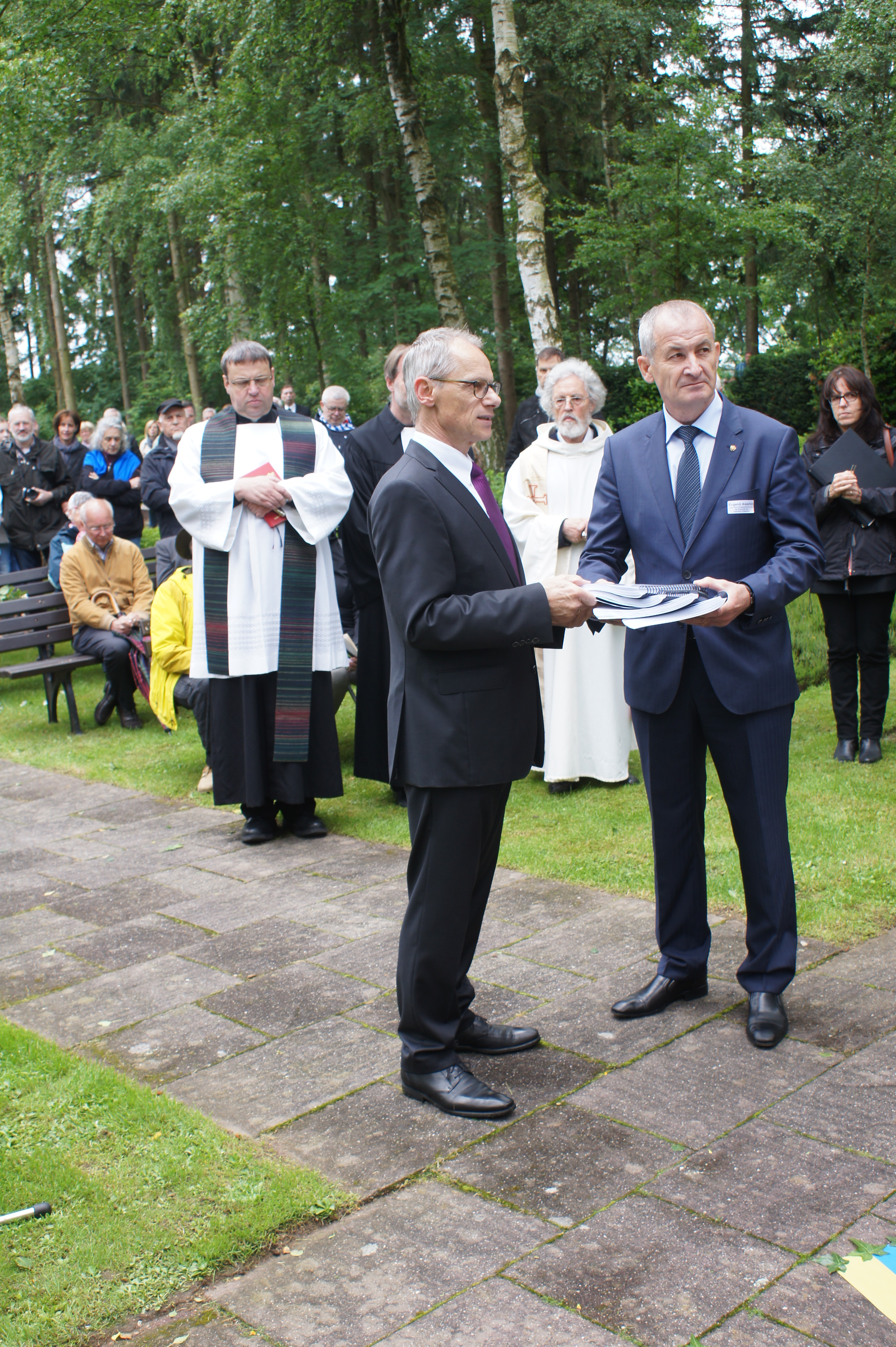
Übergabe der Listen mit den Bestatteten an einen Vertreter der russischen Botschaft

Umbettungen Abschnitt 1: aus den Kreisen:
- Monschau von 7 Friedhöfen 161 Tote
- Erkelenz von 9 Friedhöfen 89 Tote
- Geilenkirchen von 8 Friedhöfen 35 Tote
- Aachen von 6 Friedhöfen 105 Tote
- Jülich von 7 Friedhöfen 25 Tote
- Düren von 6 Friedhöfen 12 Tote
- Einzelumbettungen von unterschiedlichen Friedhöfen 12 Tote
- insgesamt 444 Tote

Abschnitt 2: aus dem Kreis
- Schleiden von 5 Friedhöfen 191 Tote
- Düren vom Friedhof „Stalag Arnoldsweiler“ 1552 Tote
- Aachen Friedhof „Eschweiler Stich“ 88 Tote
- Einzelumbettungen 2 Tote
- insgesamt 1833 Tote
- Spätere Umbettungen 1961 bis 1970 45 Tote

Gesamtumbettungen 2322 Tote
Am 2. Juni 1961 wurde die Ehrenstätte durch den Innenminister NRW, Josef Hermann Dufhues, eingeweiht; der Münchener Erzbischof Alexander, von der Russisch-Orthodoxen Kirche in Deutschland, und der Hamburger Bischof Philoteus segneten die Begräbnisstätte am 16. Juli 1961 ein.
Die meisten Toten waren bisher namentlich nicht bekannt. Die Amerikanische Armee hatte die Daten der Sowjetunion übergeben. Russland gab die Namen erst 2016 frei. Zum Gedenken wurden 10 Granitstelen mit den eingravierten Namen aufgestellt.
Die neu erstellten Granitstelen mit den Namen wurden am 19. Juni 2016 eingeweiht. Zugegen waren zahlreiche Bewohner der umliegenden Orte, Vertreter der Kirchen, Vertreter der russischen Botschaft und des Landtags NRW.
Das Eingangsgebäude erhielt von der Bezirksgruppe Aachen des BDA 1993 einen Architekturpreis.